# Blauwe reiger
De blauwe reiger (Ardea cinerea) is een vogel uit de familie van de reigers. De blauwe reiger is de meest algemene vertegenwoordiger van de familie in België en Nederland. De vogel komt daarnaast voor in de gematigde streken van Europa en Azië. De wetenschappelijke naam van de soort werd in 1758 gepubliceerd door Carl Linnaeus in de tiende editie van Systema naturae.

## Leefwijze
De blauwe reiger is een vlees- en viseter die vissen en amfibieën eet, maar ook andere dieren als insecten en kleine zoogdieren worden wel buitgemaakt. De vogel is een veel geziene soort in ondiepe plekken van stadssingels en poldersloten en in weilanden; de reiger wordt vliegend gezien langs grachten, beken en bij meren; de broedkolonies bevinden zich midden in de stad in hoge bomen of juist in volstrekt afgelegen bospercelen.
De blauwe reiger zoekt in stedelijke gebieden regelmatig de rand van tuinvijvers op, waarin vissen rondzwemmen. Door liefhebbers van goudvissen of koi wordt de reiger dan ook beschouwd als een plaagsoort en wordt hij zo veel mogelijk geweerd. In strenge winters hebben de blauwe reigers het zichtbaar moeilijk. Een blauwe reiger wordt gemiddeld 5 jaar oud.

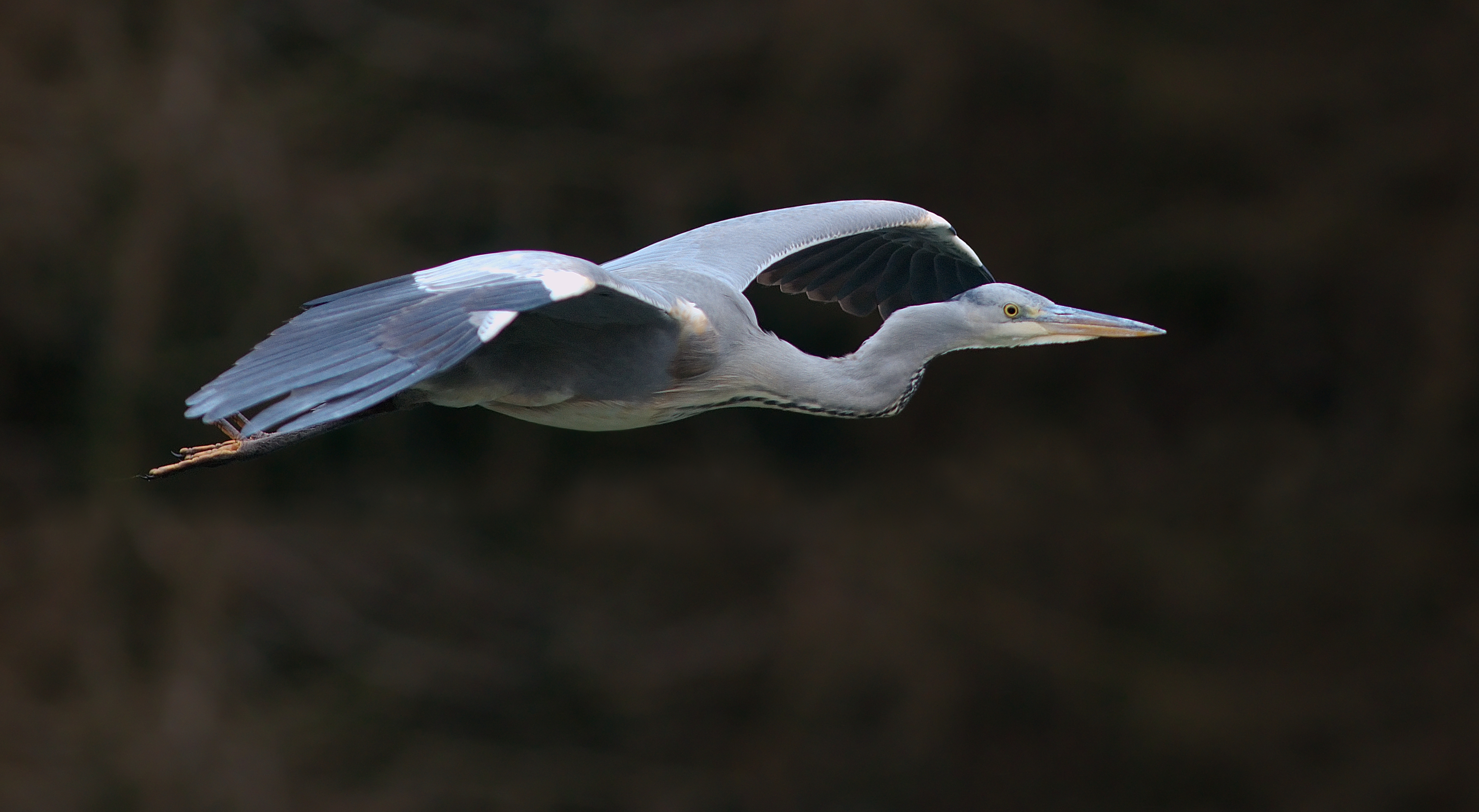
Blauwe reiger in vlucht

## Verspreiding en habitat

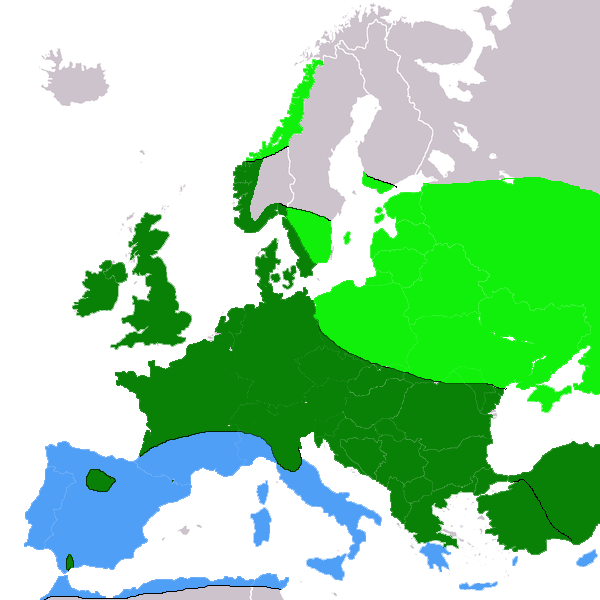
Voorkomen binnen Europa als jaarvogel (donkergroen), zomergast (lichtgroen) en wintergast (blauw)

De blauwe reiger komt voor in delen van Europa: in Engeland, Noord-Frankrijk, Duitsland, Scandinavië, Portugal, Noord-Italië, delen van het voormalige Joegoslavië en Griekenland; ook in Zuid-Azië (behalve Iran) en Thailand. Daarnaast wordt de reiger gevonden in meer geïsoleerde gebieden als Zuid-Afrika en Madagaskar. De broeddichtheid is nergens in Europa zo groot als in Nederland.
De habitat bestaat uit vochtige weiden, sloten, meren, rivieren, plassen en de (Wadden-)zeekust. De blauwe reiger broedt in bomen, soms in rietvelden en is tegenwoordig ook te vinden in stedelijke gebieden.
Er worden vier ondersoorten onderscheiden:
- A. c. cinerea: van westelijk Europa tot oostelijk Azië tot India en Afrika
- A. c. jouyi: van noordelijk China, Korea en Japan tot Sumatra en Java
- A. c. monicae: Banc d'Arguin (Mauritanië)
- A. c. firasa: Madagaskar, de Comoren en Aldabra

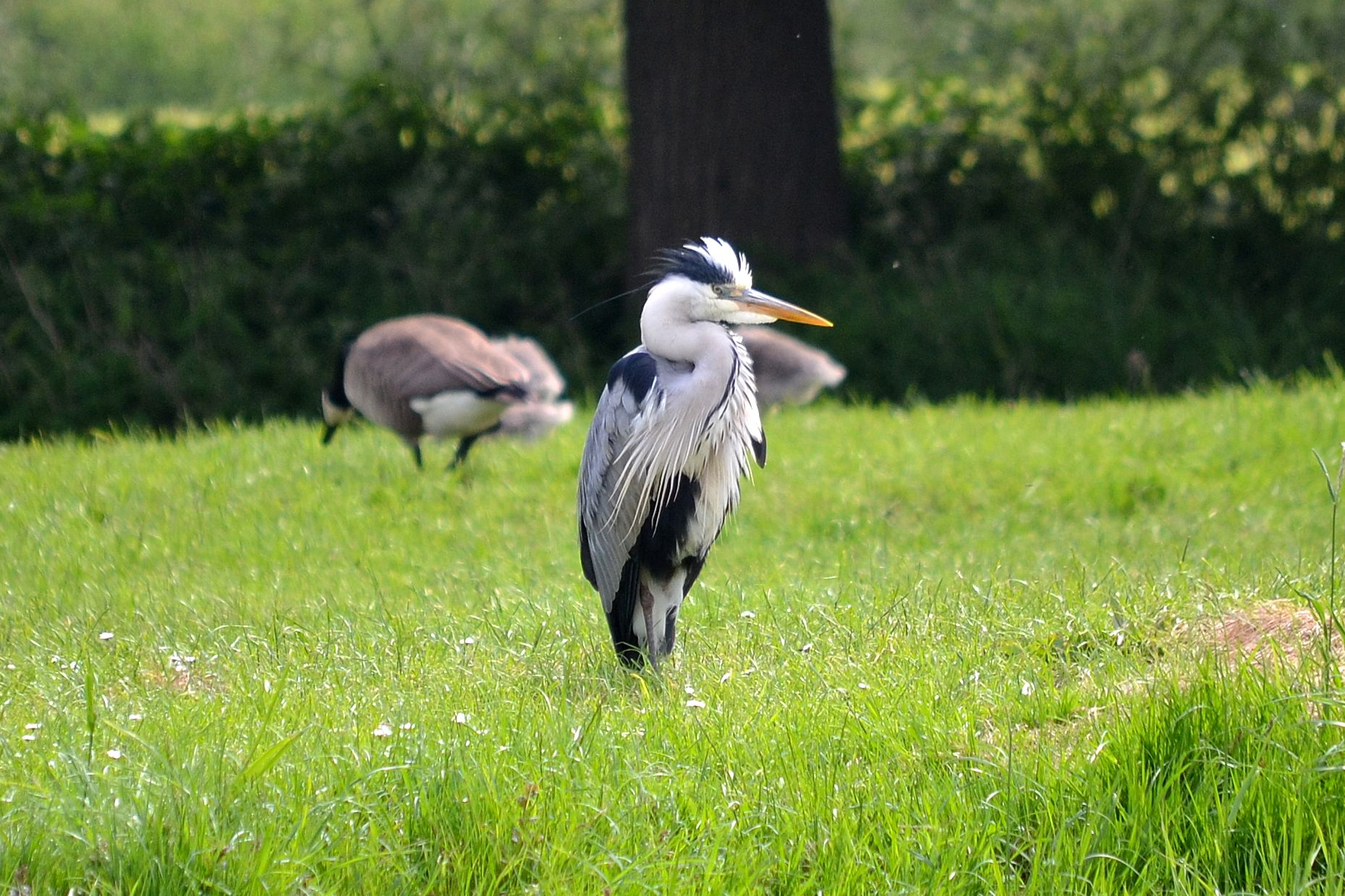
Blauwe reiger in het veld

### België
In België zijn blauwe reigers bijna overal bij water te vinden. Een groot aantal reigers bevindt zich in het Zwin aan de Belgische kust.

### Nederland
De vogel komt in heel Nederland voor, ook in steden. Holland en Friesland zijn favoriet: hier broedt 60 tot 70% van het bestand. Het aantal broedparen schommelde in het laatste kwart van de twintigste eeuw rond de 10.000. De populatie is vorstgevoelig. Na de strenge winter van 1962/63 was de populatie met 45% in omvang afgenomen. Daarna volgde aanvankelijk een langzaam herstel. In de periode 1970-1975 groeide de populatie jaarlijks met 17%.
De strenge winters van 1978/79, 1984/85 en 1985/86 hebben de populatie gevoelige klappen bezorgd. Sinds die tijd groeit de omvang weer. Sinds 1968 broeden er ook blauwe reigers in Nederlands Limburg, sinds 1970 in de Wieringermeer en vanaf 1978 in Zuidelijk Flevoland.
Ook in vroeger eeuwen broedden er grote aantallen blauwe reigers in Nederland. In 1298 werd een twist gemeld tussen erfgenamen van Floris V over het bezit van een reigerkolonie in Amstelland. Er zijn ook topografische namen die herinneren aan (oude) reigerkolonies zoals het Reyghersbosch. Aan het begin van de 20e eeuw kwamen reigerieën met meer dan 1000 nesten voor: bijvoorbeeld Horstermeer, Hoog Soeren en Gooilust waar zich in 1925 1025 nesten bevonden. Tot 1938 was er een kolonie met meer dan 500 nesten op het Velsense landgoed Beeckestijn. In 1975 bevond de grootste kolonie zich te Nieuwkoop, met 439 nesten.

## Kenmerken

Kleurenschema van de blauwe reiger

De blauwe reiger is een grote vogel met een lengte van ongeveer 90 tot 98 centimeter en kan een lichaamsgewicht bereiken van zo'n 2 kilogram. Er is geen seksuele dimorfie; het mannetje en het vrouwtje zien er ongeveer hetzelfde uit. Beide geslachten hebben een grijze bovenzijde, vleugels en staart en de vleugeleinden zijn zwart. De kop is wit met een zwarte band door het oog, die doorloopt in een kuif. Ook de hals heeft een witte kleur maar is voorzien van lengtestrepen aan de voorzijde. De buikzijde is grotendeels lichtgrijs van kleur. De kop draagt een gele, dolkvormige snavel, in de broedtijd kleurt deze soms roodachtig. De poten zijn lang en bruin van kleur en net als de snavel roodachtig.
De reiger heeft een matig snelle vlucht met langzame, zware en diepe vleugelslagen, maar soms wordt ook een kleine zweefvlucht uitgevoerd. De nek is hierbij s-vormig ingetrokken en de poten steken achter het lichaam uit. De vleugels zijn rond, met zwarte uiteinden en een zwarte band over de achtervleugel.
De blauwe reiger verschilt van andere soorten reigers door de relatief grote lichaamslengte, de grijze bovenzijde, de witte kop en hals met brede, zwarte streep van het oog naar de zwarte, sierlijk afhangende kuif.

### Geluid
Een diep, rauw "schraatsj" in de vlucht (ook wel beschreven als "grrèngk"). Op het nest snavelgeklapper en verschillende rauwe, krassende en kokkerende geluiden, ook van de jongen.

## Voedsel en jacht
Vissen van 10 tot 16 cm lengte vormen de hoofdschotel van het menu van de blauwe reiger, zoals voorn in rietvelden, forellen in stromend water, maar ook stekelbaars, paling, baars, snoek, grondel, zeelt, alver, karper en brasem. Verder eet hij amfibieën (kikkers), reptielen (echte zwemslangen), insecten, wormen, rivierkreeften, slakken, steurgarnalen, jonge vogels. Ook kleine zoogdieren als mollen, (water-)ratten, veldmuizen, waterspitsmuizen en konijnen worden gegeten.
De blauwe reiger is een waadvogel, die voorzichtig door ondiep water schrijdt of doodstil wacht op een naderende prooi. Hij heeft een voorkeur voor een waterdiepte van 20 tot 40 cm. Als hij een prooi waarneemt schiet de kop met de lange snavel razendsnel vooruit. Bijzonder is dat hij daarbij blijkbaar precies met de breking van het licht op het grensvlak van lucht en water rekening houdt. In grasland jaagt hij op muizen, kikkers en sprinkhanen, kleine vogels en wormen. In de grassteppen van Midden-Azië op jaagt hij op ziesels (grondeekhoorns), sprinkhanen en slangen.

### Trek
Sommige blauwe reigers zijn standvogels; andere verlaten hun broedplaats en trekken naar streken met een milder klimaat (Zuid-Europa en Zuid-Afrika). In Nederland en België trekt de blauwe reiger door van half juli tot diep in de winter en in het voorjaar van begin maart tot in mei. Ook zijn er vogels die bij ons overwinteren, maar geen grote aantallen.

## Voortplanting

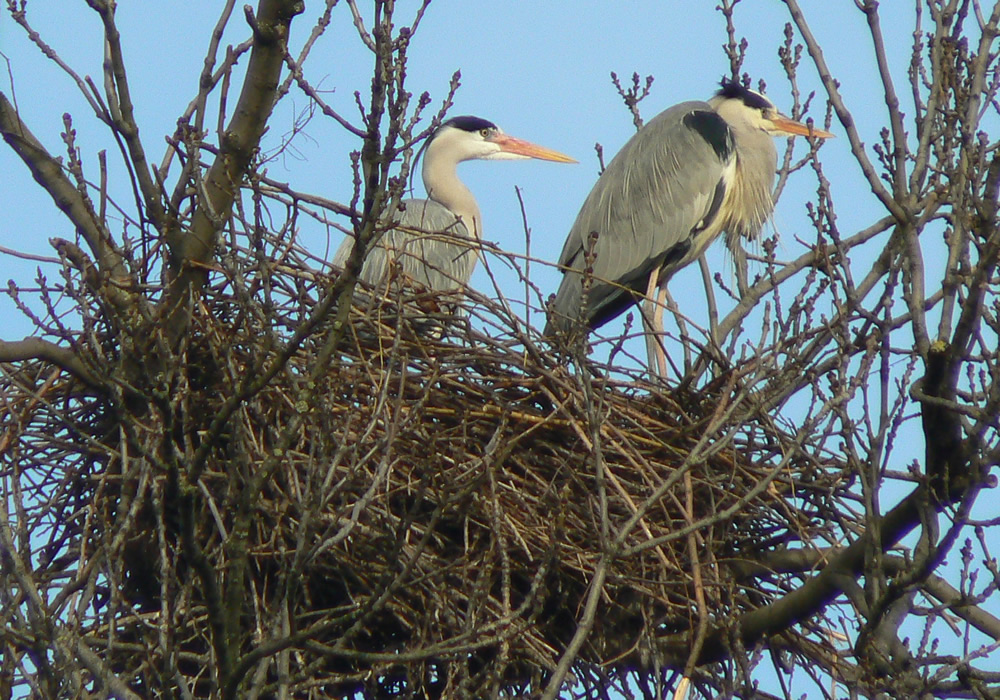
Blauwe reigers op het nest

De blauwe reiger broedt van februari tot in juni. De broedduur bedraagt ongeveer 23 tot 28 dagen. Zowel het mannetje als het vrouwtje broeden de eieren uit, vanaf het eerste ei. De jongen blijven zo'n 50 dagen op het nest.
De vogel is een solitaire soort, maar broedt in grotere of kleinere kolonies. De nesten worden hoog in de bomen gebouwd. Ze zijn vrij groot en plat en bestaan uit takken, gevoerd met takjes, gras en veertjes. Een enkele keer wordt in struiken of riet gebroed.
De vrouwtjes produceren een enkel legsel per jaar, gewoonlijk bestaande uit 3 tot 5 eieren, zelden 6. De eieren zijn ongevlekt, blauwgroen en zonder glans. Ze zijn gemiddeld 60 bij 43 mm groot. De eieren zijn vaak bevuild.

## Blauwe reiger en de mens
Er is al veel geschreven over de gespannen verhouding tussen de blauwe reiger en de mens, zoals over de rivaliteit tussen de vogel en de beroepsvisser; over de vervelende gewoonte van de vogel om met zijn uitwerpselen de bomen wit te kalken, bladerloos te maken en de grond te besmeuren en over de stank van over de nestrand gevallen visresten. In vroeger tijden werden de kolonies gemakkelijk het doelwit van verstoring en stroperij. Reigers werden gegeten en vormden de koninklijke prooien van de valkerij. Karel Voous verhaalt van een reigerkolonie bij Burg Morstein in Württemberg, die in 1586 het voorwerp was van een oorlog tussen de Freiherr van Crailsheim en de Markgraaf van Amsbach. Hij beschrijft ook een feestmaal dat Hendrik VIII van Engeland in 1532 aanrichtte, waar 440 reigers werden geserveerd.
In het Amsterdam van begin eenentwintigste eeuw zijn sommige blauwe reigers volkomen aan het stadse leven aangepast. Ze hebben een vaste snackbar waar ze foerageren of worden op vaste tijden door liefhebbers gevoerd.

## Bescherming
Blauwe reigers waren vroeger niet beschermd. Het gevolg daarvan was in de tijd van Thijsse (omstreeks 1900) dat ze zich "altijd nogal op een afstand" hielden. Thijsse meldt in Het vogeljaar (7e druk, p. 294f):
Ze zijn geen al te beste bejegening gewoon, noch van mensen noch van dieren en zien daarom in ieder bewegend wezen een vijand, in iedere ongewone omstandigheid een gevaar.
Nestelen ze, dan is het in de toppen van de hoogste bomen of in het riet van ongenaakbare moerassen. Begeven ze zich van hun woonplaatsen naar hun jachtterrein, dan vliegen ze dadelijk de hoogte in en trekken van veilig en wel voort, honderden meters boven de begane grond en goed buiten schot. Zetten ze zich neer om te vissen, dan doen ze dat 't liefst op plekken, waar ze een vrij uitzicht hebben naar alle zijden en telkens steken ze de nek in de hoogte en kijken rond, om te zien, of er gevaar dreigt. Bespeuren ze onraad, dan staan ze plotseling doodstil, de nek uitgestrekt, de kop recht vooruit en dat kunnen ze dan wel een half uur uithouden.
Men moet ze dan ook formeel besluipen, om ze goed te zien en dat is in natte weilanden, die niet meer dan enkele decimeters boven het grondwater liggen, niet zo gemakkelijk.
Sinds 1963 is de blauwe reiger in Nederland volledig beschermd. Dit heeft tot een aanpassing aan de mens geleid. Bovendien worden ze steeds vaker gevoerd, waardoor ze minder gevoelig zijn voor strenge winters en steeds vroeger gaan broeden. In de steden is dat soms al eind januari. In de jaren zestig werden ook beschermingsmaatregelen van kracht in Engeland en Duitsland, in de jaren zeventig in Frankrijk en België.

## Literatuur

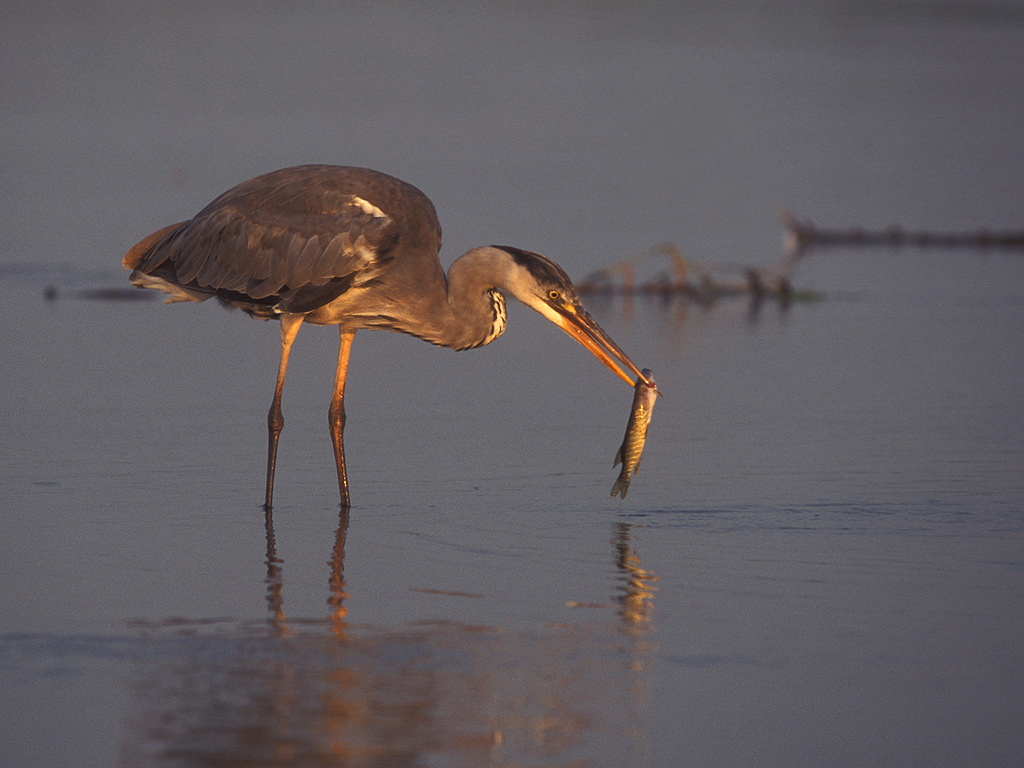
Blauwe reiger eet een vis.

## Films
- Marc van Fucht - Schoffies[7]
Documentaire over de blauwe reigers in Amsterdam in relatie tot de Amsterdammers. Opmerkelijk is dat de reigers zich ophouden bij snackbars om hapjes te verschalken en zich ook in allerlei andere opzichten als echte "Amsterdammers" gedragen.
- John Treffer - Marktmeester (Amsterdam 2004)
Korte experimentele documentaire over een dag uit het leven van een blauwe reiger op de Dappermarkt in Amsterdam.